# Edward Bruce, 1. Lord Kinloss

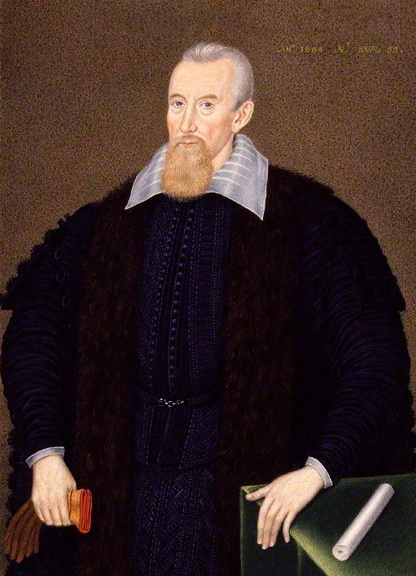
Edward Bruce, 1. Lord Kinloss (1548/1549–1611), Master of the Rolls

Edward Bruce, 1. Lord Kinloss, 1. Lord Bruce of Kinloss (* 1548/1549; † 14. Januar 1611), war ein schottischer Jurist. Von 1603 bis 1611 hatte er das englische Amt des Master of the Rolls inne.

## Familie
Geboren wurde Bruce als zweiter Sohn von Sir Edward Bruce, Gutsherr von Blairhall in Clackmannanshire, und dessen Frau Alison Reid. Sein Onkel mütterlicherseits war Robert Reid, von 1541 bis 1558 Bischof von Orkney und Gründer der University of Edinburgh. Sein jüngerer Bruder war der Ingenieur George Bruce of Carnock. Vor 1586 heiratete er Magdalena Clark, Tochter von Sir Alexander Clerk, Gutsherr von Balbirnie in Fifeshire. Mit ihr hatte er drei Söhne und zwei Töchter:
- Hon. Robert Bruce (1593–vor 1611);
- Edward Bruce, 2. Lord Kinloss (1594–1613);
- Thomas Bruce, 1. Earl of Elgin, 3. Lord Kinloss (1599–1663);
- Hon. Christian Bruce (1595–1674) ⚭ 1608 William Cavendish, 2. Earl of Devonshire;
- Hon. Janet Bruce ⚭ 1601 Thomas Dalyell (1572–1642), Gutsherr von the Binns in Linlithgowshire.

Nach seinem Tod heiratete seine Witwe 1616 den englischen Hofbeamten Sir James Fullerton († um 1630).

## Ausbildung und juristische Tätigkeit
Seine Ausbildung erhielt Bruce an der Universität St Andrews, wo er 1568 seinen Abschluss als Bachelor of Arts und 1571 als Master of Arts erwarb. Zunächst war er als Rechtsanwalt tätig. Bis 1583 hatte er sich insoweit etabliert, als die Krone auf ihn aufmerksam wurde. In diesem Jahr wurde er zum Richter in Edinburgh und zu einem der Stellvertreter des Lord President of the Court of Session, dem höchsten Richter Schottlands, ernannt. Am 2. Dezember 1597 übernahm er die Position eines Richters am Court of Session, dem höchsten Zivilgericht Schottlands.

## Tätigkeit für die Krone
Unter James VI. nahm Bruce zahlreiche, zum Teil sehr delikate, Aufträge der schottischen Krone wahr. So wurde er 1587 mit der Schlichtung eines Streits zwischen dem Parlament und der Church of Scotland beauftragt. 1594, 1598 und 1601 gehörte er jeweils einer schottischen Delegation an, die nach England reiste, um verschiedene Anliegen des schottischen Königs bei Hof vorzubringen. 1601 erwarb er Kinloss Abbey in Moray und wurde mit den umgebenden Ländereien belehnt. In Vorbereitung der Machtübernahme durch James VI. in England entsandte dieser Bruce 1601 nach London. Am 2. Februar 1602 erhob ihn König James VI. als Lord Kinloss zum schottischen Peer. Nach dem Tod Elisabeth I. 1603 begleitete Bruce James VI. nach England, der dort als James I. ebenfalls König wurde. Der König nahm ihn im Mai 1603 in den englischen Kronrat auf und verlieh ihm das Amt des Master of the Rolls.  Im selben Jahr erwarb er Whorlton Castle in Yorkshire. Am 8. Juli 1604 verlieh ihm der König auch den schottischen Peerstitel eines Lord Bruce of Kinloss; dieser wurde ihm am 3. Mai 1608 erneut verliehen, diesmal mit dem besonderen Zusatz, dass der Titel auch in weiblicher Linie vererbbar sei. 1605 wurde Bruce ehrenhalber zum Master of Arts der Universität Oxford ernannt.
Er starb am 14. Januar 1611 und wurde in der Rolls Chapel in London beigesetzt.